# Boaedon
Il serpente delle case africano (Boaedon Duméril, Bibron & Duméril, 1854) è un serpente non velenoso appartenente alla famiglia dei Colubridi, diffuso in tutta l'Africa subsahariana, in Marocco e nella penisola arabica.

## Etimologia
Probabilmente dal greco βόας ed είδον, "ad immagine di un boa". (Per gli occhi a pupilla verticale e la particolare dentatura).

## Descrizione
Il serpente delle case africano è un piccolo ma estremamente energico serpente frequentissimo in tutta l'Africa a Sud del Sahara, ubiquitario e frequentatore anche degli agglomerati urbani (come il nome suggerisce).

## Biologia
I maschi di questa specie raggiungono in media i 70 cm, mentre le femmine arrivano anche a 110-120 cm. La sistematica del genere Boaedon è sempre stata un autentico tormento per chi volesse occuparsene: l'enorme diffusione di questo rettile in tutto l'ambiente africano, la sua adattabilità ai più svariati ambienti, hanno selezionato notevoli varianti nella livrea delle diverse popolazioni autoctone, spingendo spesso gli erpetologi a creare nuove "specie" anche in presenza di semplici varianti locali. La livrea varia dal rosso, più o meno chiaro, al rosso mattone, al verde oliva, nero e grigio/nocciola. Recentemente si è osservato che la livrea è più chiara nelle popolazioni che vivono in aree asciutte, mentre è scura nelle popolazioni abitanti le foreste e le giungle.
Gli esemplari del Sud Africa sono generalmente marroncino chiaro, o giallastro, rosso acceso nelle popolazioni a sud del Kenya, spesso con un distinto pattern dorsale, e, per questo, vengono classificate nella specie B. capensis. Esemplari neri ed assolutamente senza livrea si rinvengono nelle foreste di Togo, Benin, Senegal e Nigeria, e sono attribuite alla specie Boaedon fuliginosus. Gli esemplari a livrea verde, frequenti nelle savane della Tanzania, sono ascritti alla sp. olivaceus, mentre in Marocco, Mauritania, soprattutto nelle zone costiere, si trovano esemplari grigiastri, compresi nella specie "fuliginosus".
È evidente, come ipotizzato da alcune ricerche, che si tratti solo di varianti locali, non di vere e proprie specie a sé.Più semplice ed efficace ai fini tassonomici considerare gli House Snakes Africani suddivisi in sole tre specie: fuliginosus, mentalis (endemica del Nataal) e lineatus (Tanzania). In tutte le varianti locali è presente, più o meno marcata, la caratteristica mascherina sul muso, formata da quattro linee che partono dal mascellare e arrivano parallele fin oltre la nuca. Nella specie mentalis assume un andamento ondulato molto caratteristico
La parte inferiore del corpo è invariabilmente bianco perlacea, le squame dorsali sono invece non carenate e, alla luce del sole o di una lampada, emettono singolari riflessi azzurrognoli.

### Comportamento
Di natura diffidente, ma sicuro delle sue capacità di fuga e di ripararsi anche negli anfratti più improbabili, questo serpente non evita sempre l'uomo, anzi, spesso si spinge fino negli agglomerati urbani, attirato dalla presenza dei roditori e dei sauri che riesce a catturare sulle pareti ed anche all'interno delle abitazioni. Prevalentemente notturno, gli occhi a pupilla ellittica gli consentono una buona caccia a vista, mentre l'olfatto sviluppatissimo (è uno dei pochi serpenti che "annusano" con le narici una preda prima di sferrare un attacco) gli consente di rilevare la presenza di prede anche a sensibile distanza.
La tradizione che vuole questi serpenti catturati ed introdotti volontariamente nelle proprie case dagli abitanti dei villaggi rurali per cacciare i roditori è in realtà priva di fondamento. È vero, invece, che entrano spontaneamente nelle case africane e, riconosciuti utili ed innocui dagli indigeni, non vengono uccisi o molestati. I Boaedon presentano due zanne affilate nell'anteriore delle mascelle superiori, che consentono loro una perfetta presa delle prede durante la caccia. Sono serpenti straordinariamente forti e muscolari, e, in proporzione, la loro presa è più forte di quella di un Boa constrictor. Se catturati in natura mordono facilmente, ma con risultati modestissimi. La prima reazione, se molestati, è una fuga rapida presso uno dei nascondigli. In cattività si adattano molto bene, a condizione di fornire un terrario asciutto, con temperature diurne comprese tra i 26 e i 30 gradi. Di notte si può ospitare a temperatura ambiente.

### Alimentazione
In natura caccia attivamente gechi, lucertole, piccoli roditori (soprattutto del genere Praomys) e insetti. In cattività si può abituare abbastanza facilmente ad accettare topi da laboratorio già morti.

### Riproduzione
Non effettua un vero e proprio letargo, ma la diminuzione delle temperature notturne e l'aumento dell'umidità nelle zone in cui vive innesca la spermatogenesi nei maschi e la maturazione dei follicoli ovarici nelle femmine. Al ritorno della bella stagione, i due sessi si accoppiano più volte, ed è comune per una femmina adulta effettuare due deposizioni l'anno, ognuna composta da 8 fino a 20 uova.
Allevato in cattività, senza nemici naturali e con abbondanza di cibo, una femmina di Boaedon può compiere anche una deposizione ogni due mesi da maggio ad ottobre, senza alcun danno. In natura vive almeno fino a 12 anni, in cattività, se ben tenuto, può superare i 20 anni, con un record accertato di 28 anni. Le femmine raggiungono la maturità sessuale tra il terzo e il quarto anno di vita, i maschi sono già sessualmente capaci a due anni di età. In cattività, con sovrabbondanza di cibo, le femmine sono pronte alla riproduzione già a due anni d'età: questa prassi, purtroppo frequente presso molti allevatori senza scrupoli, mina la salute dei serpenti e ne accorcia inevitabilmente la speranza di vita, oltre che predisporre a problemi quali distocia, esaurimento, ecc.
Se allevati con attenzione, dimostrano in cattività una sorprendente ed esuberante sessualità.

## Distribuzione e habitat
Nel Continente africano, ad Ovest dal Marocco, fino al Senegal, nelle foreste subsahariane, ad Est fino al Corno d'Africa e a Sud fino a tutto il Sudafrica. Ubiquitario e molto rustico, si adatta benissimo in aree semidesertiche rocciose, savane, finbos, foreste tropicali, villaggi rurali, coltivi, piantagioni, ma anche città e giardini nelle aree urbanizzate.

## Conservazione
Specie prolifica, resistente e poco specializzata, i Boaedon sono abbondanti in natura. Capaci di adattarsi ai cambiamenti ambientali, e trovando cibo vicino all'uomo, la loro sopravvivenza non corre alcun rischio. Inoltre sono diffusi come animali da compagnia nei terrari di molti appassionati, riprodotti in cattività facilmente e con diverse combinazioni di colori.